# وری-لایت
وری-لایت (انگلیسی: Vari-Lite) شرکت نرم‌افزار آمریکایی است، که در سال ۱۹۸۰ تأسیس شد.